# Grizzana Morandi
Grizzana Morandi là một đô thị ở tỉnh Bologna vùng Emilia-Romagna của Ý, có vị trí khoảng 30 km về phía tây nam của Bologna. Tại thời điểm ngày 31 tháng 12 năm 2004, đô thị này có dân số 3.966 người và diện tích là 77.3 km².
Grizzana Morandi giáp các đô thị sau: Camugnano, Castel di Casio, Castiglione dei Pepoli, Gaggio Montano, Marzabotto, Monzuno, San Benedetto Val di Sambro, Vergato.